# Михайло Гагін
Михайло Гагін — київський зем'янин на межі XV–XVI століть, перший державця мозирський (1482—1504). Дружина — племінниця князя Романа Яголдайовича (зг. під 1497).  
Уперше згадується в пожалуванні великого князя Казимира Ягеллончика орієнтовно 1480-их рр., коли йому, хибно названому в тексті метрики Сасіним, дали 3 вози солі з мита луцького, 30 бочок жита в Мозирі, 14 кіп грошей з недополнків й челядина зі Звягеля в Івашки Єльця.
19 березня 1497 Олександр Ягеллончик пожалував 4 київським боярам, зокрема М. Гагіну, привілей на ряд маєтків у київському та путивльському повітах, які складали колишню Яголдаєвщину. Щоправда, вже 1500 р. частину помість захопили московитяни, інші ж були сплюндровані татарами. Олександр і Сигізмунд відшкодували втрачене земельними «данинами» в Жолудському повіті, що мали залишатись у власності Гагіна до повного «очищення» вотчини від неприятеля. Йдеться про села Можейково (1502) і сусідні Дікушки (2 вересня 1506).  
Гагін, однак, вірною службою не відзначився. В 1508 році він взяв участь у невдалому повстанні Глинських, а згодом разом з ними емігрував до Великого князівства Московського. Чи забрав він з собою жінку — невідомо, проте у Росії рід мав продовження: зринають сини Гаврило й Василь і внук останнього Юшко, що служили «литвою дворовою» по Медині, а зарівно Іван та Михайло, суздальські діти боярські. Садиби Гагіна на Жолудщині передали Льву Тишкевичу, село Левковичі в Чорнобильськім повіті дісталось Яцку Івановичу Єльцю (1511), а с. Колдиревичі пожалували Тишку Проскурі (1524). 